# قاعدة السلسلة
في التفاضل والتكامل؛ قاعدة السلسلة أو قاعدة التسلسل (بالإنجليزية: Chain rule)‏ هي صيغة رياضية من أجل حساب مشتق دالتين مركبتين أو أكثر.
تنص قاعدة السلسلة على أن مشتق دالة مركبة من دالتين f و g يساوي جداء مشتق الدالة f للدالة g و مشتق الدالة g، بتعبير رياضي:
{\displaystyle (f\circ g)'(x)=f'(g(x))\times g'(x)}

## التاريخ
قد تكون قاعدة السلسلة قد استعملت لأول مرة من طرف غوتفريد لايبنتس. استعملها من أجل حساب اشتقاق {\displaystyle {\sqrt {a+bz+cz^{2}}}}، تركيبا لدالتين هما دالة الجذر التربيعي والدالة {\displaystyle a+bz+cz^{2}}.